# Kleines Theater (Bad Godesberg)

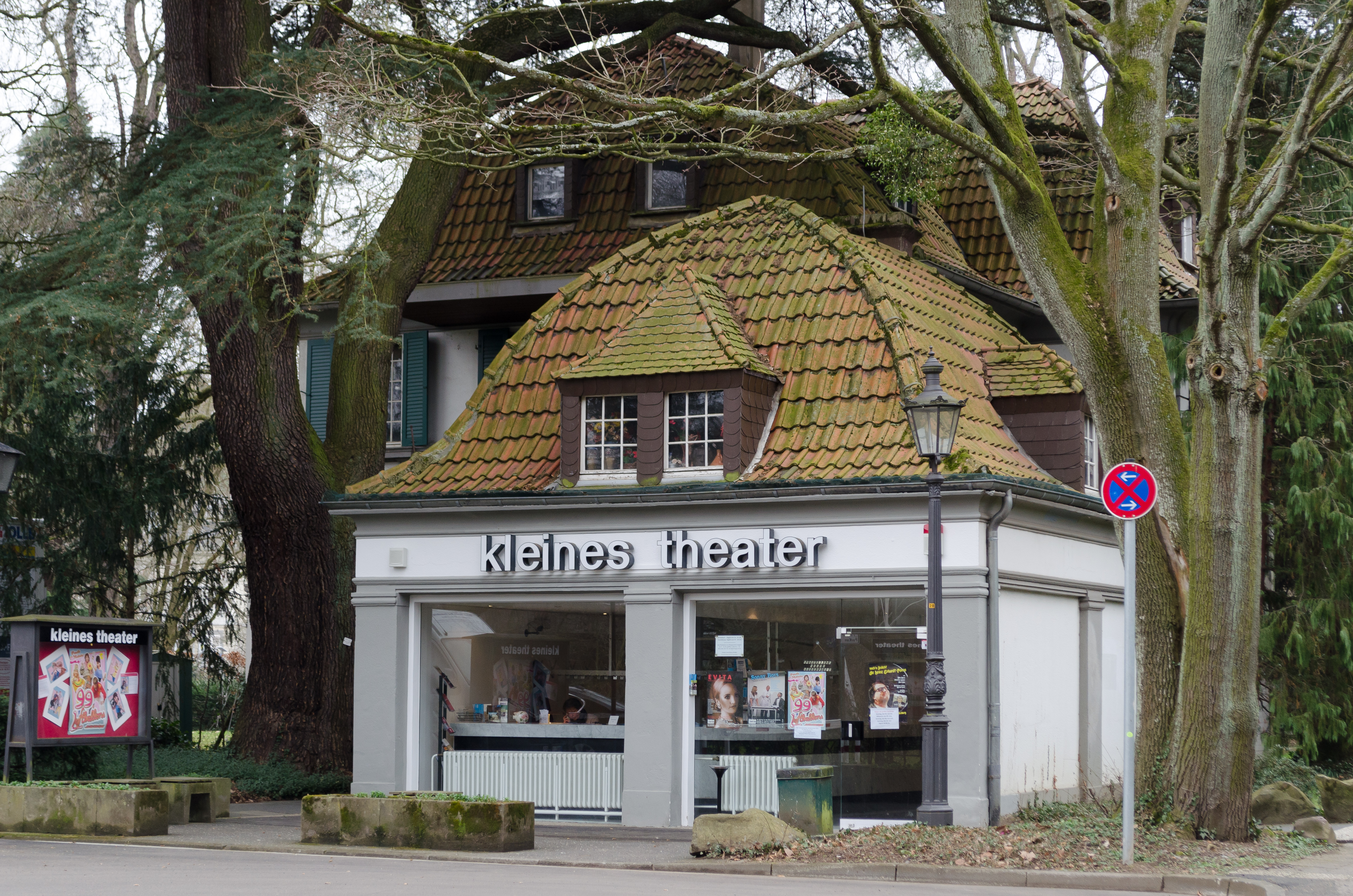
Kleines Theater (2013)

Das Kleine Theater (auch: Kleines Theater im Park) ist eine Spielstätte für Schauspiel, Boulevardkomödien und Musicals in Bad Godesberg, einem Stadtbezirk von Bonn. Das heutige Theatergebäude, errichtet 1922/23, liegt im Kurpark im Ortsteil Alt-Godesberg mit der Adresse Koblenzer Straße 78. Es steht als Baudenkmal unter Denkmalschutz.

## Geschichte
Das heutige Gebäude des Kleinen Theaters entstand 1922/23 als Wohnhaus für das Bankhaus Gebr. David nach einem Entwurf des ortsansässigen Architekten Willy Maß. In Folge eines Eigentümerwechsels bezog 1924 der Direktor der Schillerwerke das Haus. 1925 erwarb die Gemeinde Godesberg die Immobilie, um dort die Dienstwohnung ihres Bürgermeisters einzurichten. Diese Funktion bekleidete Josef Zander, der in dem Haus von 1926 bis zum Ende seiner Amtszeit 1933 wohnte. Nachfolger Zanders als Bürgermeister und somit auch als Hausherr wurde der NSDAP-Politiker Heinrich Alef.
Nach 1945 diente das Gebäude wechselnden Nutzern. 1969 stellte der Stadtrat von Bad Godesberg es dem Kleinen Theater zur Verfügung, das am 21. Oktober 1958 in der Godesberger Ubierstraße gegründet worden war. Nach umfassenden Umbauarbeiten fand am 18. September 1970 die erste Premiere in der neuen Spielstätte statt. Das Kleine Theater verfügt in dem Gebäude über 161 Sitzplätze, pro Spielzeit werden bis zu 300 Vorstellungen gespielt. Geleitet wurde das Theater seit seiner Gründung von Walter Ullrich, der somit als dienstältester Theaterintendant Deutschlands galt. Das Gebäude gehört der Stadt Bonn und wird an das Theater verpachtet.
Bis zum 27. Februar 2019 galt die weitere Existenz des Kleinen Theaters als gefährdet, weil der bestehende Pachtvertrag 2019 ausläuft und die bisherigen Zuschüsse der Stadt nicht mehr gewährt werden. Am 27. Februar 2019 hat sich der Rat der Stadt Bonn für die weitere Vermietung an den Schauspieler Frank Oppermann entschieden, der am 29. März 2019 einen Mietvertrag für 30 Jahre unterzeichnete. Damit wird das Haus ab 1. Juli 2019 unter neuer Leitung fortgeführt.

## Theaterbetrieb
Das Kleine Theater in Bad Godesberg wurde am 21. Oktober 1958 von Walter Ullrich in der Bad Godesberger Ubierstraße in einem Keller gegründet. Er war mit 27 Jahren der jüngste Intendant Deutschlands. Das Zimmertheater wurde schnell weit über die Grenzen der Stadt hinaus bekannt und es gab prominente Erst- und Uraufführungen und literarische Entdeckungen. Ullrich inszenierte und spielte Vieles selbst, aber er holte sich auch immer renommierte Regisseure an sein Haus, die viele gute Arbeiten für das Kleine Theater inszenierten.
Seit Herbst 1970 hat das Kleine Theater seinen Sitz im alten Bürgermeisterhaus im Kurpark in Bad Godesberg.
Lilian Harvey spielte in ihrer letzten Rolle in der Kriminalkomödie „Das Spinnennetz“ von Agatha Christie. 
Mit dem Ende seines Mietvertrages beschloss Walter Ullrich zum 30. Juni 2019 seine Leitungsaufgaben abzugeben. Daraufhin bemühte sich Frank Oppermann bereits ab Sommer 2016 um die Nachfolge und Fortführung und erhielt durch die Entscheidung des Rates am 28. Februar 2019 den Zuschlag.
Walter Ullrichs Tradition und Mischung des Programms soll erhalten bleiben. Das Haus soll saniert werden. Ein Rahmenprogramm soll das Haus für ein noch breiteres Publikum öffnen.